# NGC 7060
NGC 7060 је спирална галаксија у сазвежђу Микроскоп која се налази на NGC листи објеката дубоког неба.
Деклинација објекта је - 42° 24' 39" а ректасцензија 21h 25m 53,5s. Привидна величина (магнитуда) објекта NGC 7060 износи 12,8 а фотографска магнитуда 13,7. NGC 7060 је још познат и под ознакама ESO 287-22, MCG -7-44-6, AM 2122-423, IRAS 21226-4237, PGC 66732.